# Двадесет српских подела
Двадесет српских подела (Срба на Србе) је публицистичка књига српског драматурга и књижевника Душана Ковачевића, издата први пут 2008. године за Новости и НИН, у тиражу од петнаест хиљада примерака.

## Радња
Књига поставља питање због чега Срби као народ не могу да се сложе међусобом, зашто не могу да напредају, и зашто се стално деле. Поднаслов књиге у првих неколико издања је био „или зашто је тешко, скоро немогуће, остварити минимум националног интереса, кад је реч о судбини народа и државе”, да би у новијим издањима поднаслов био „како се Срби множе дељењем”. На основу података из кобиса књига је штампана у најмање тринаест различитих издања и укупно 37 хиљада примерака (само Лагуна је објавила осам издања ове књиге, укључујући допуњена издања), аутор наводи да је прво издање продато у 60 хиљада примерака.
Књига прво садржи пет прича о нестајању, и мешавина је приповедне прозе и публицистике, у којој кроз сатиричне, метафоричне и антрополошке приче, гомилу података, аутор покушава да објасни менталитет српског народа, и зашто су Срби као народ сами себи највећи непријатељи.
Поделе Срба у књизи су:
- Небески и овоземаљски
- Происточни и прозападни
- Космет — чувари и сецеонисти
- Патриоте и издајници
- Рационални и ирационални
- Монархисти и републиканци
- Четници и партизани
- Ослободиоци и ослобођени
- Срби и Југословени
- Подунавски, поморавски, посавски, подрински…
- Српски Срби и косовски, црногорски, босански, хрватски…Срби
- Српски Срби и немачки, француски, амерички, новозеландски, јужноафрички Срби
- Богати и сиромашни — газде и раја
- На -ић, и на -ов, -ац, -ски, -го, -ач…
- Садашња и бивша браћа, рођаци, кумови, пријатељи
- Грађани и сељаци — Београђани и остали провинцијалци
- Стари и млади
- Мушки и женски
- Рођени и нерођени
- Србин подељен на самог себе